# Sinornithoides
Sinornithoides è un dinosauro vissuto in Cina nel Cretaceo, 105 milioni di anni fa. Lungo 1,1 m, è stato descritto da Russel e Dong nel 1993. Il suo nome significa "(creatura) cinese simile a un uccello". Le zampe posteriori indicano che era un predatore molto veloce. L'ampia scatola cranica indica un'intelligenza sviluppata. Tronco compatto e coda a frusta, per bilanciarsi -come un timone-, lunga quanto il corpo. Si nutriva, probabilmente, di insetti, piccoli mammiferi e rettili.